# ذخیره‌گاه طبیعی دولتی چکالسکی
ذخیره‌گاه طبیعی دولتی چکالسکی {{ازبکی|Chatkalskiy State Nature Reserve) یک ذخیره‌گاه زیست‌کره در ازبکستان است که در ولایت تاشکند واقع شده‌است.